# Belgique aux Jeux olympiques d'hiver de 2022
La Belgique participe aux Jeux olympiques d'hiver de 2022 à Pékin en Chine du 4 au 20 février 2022. Il s'agit de sa 22e participation à des Jeux d'hiver.

## Athlètes engagés
Aux Jeux olympiques d'hiver de 2022, les athlètes de l'équipe de Belgique participent aux épreuves suivantes : 
| Sport                                | Hommes | Femmes | Total |
| ------------------------------------ | ------ | ------ | ----- |
| Biathlon                             | 4      | 1      | 5     |
| Bobsleigh                            | 0      | 2      | 2     |
| Skeleton                             | 0      | 1      | 1     |
| Ski alpin                            | 3      | 0      | 3     |
| Ski de fond                          | 1      | 0      | 1     |
| Snowboard                            | 0      | 1      | 1     |
| Patinage artistique                  | 0      | 1      | 1     |
| Patinage de vitesse                  | 2      | 1      | 3     |
| Patinage de vitesse sur piste courte | 1      | 1      | 2     |
| Total                                | 11     | 8      | 19    |

### Médaillés
| Sport               | Discipline        | Athlète(s)  | Performance | Date       |
| ------------------- | ----------------- | ----------- | ----------- | ---------- |
| Patinage de vitesse | Mass start hommes | Bart Swings | 63 points   | 19 février |

| Sport                                | Discipline     | Athlète(s)   | Performance    | Date       |
| ------------------------------------ | -------------- | ------------ | -------------- | ---------- |
| Patinage de vitesse sur piste courte | 1 000 m femmes | Hanne Desmet | 1 min 28 s 928 | 11 février |

## Résultats

### Biathlon
| Athlète            | Individuel       | Individuel  | Individuel |               | Sprint   | Sprint | Sprint |
| Athlète            | Temps            | Pénalité    | Rang       | Temps         | Pénalité | Rang   |        |
| ------------------ | ---------------- | ----------- | ---------- | ------------- | -------- | ------ | ------ |
| César Beauvais     | 1 h 2 min 50 s 5 | 7 (1+1+1+4) | 84e        | 30 min 6 s 8  | 4 (1+3)  | 94e    |        |
| Florent Claude     | 57 min 11 s 2    | 5 (0+2+3+0) | 75e        | 27 min 35 s 1 | 4 (1+3)  | 84e    |        |
| Tom Lahaye-Goffart | 1 h 2 min 26 s 2 | 7 (2+1+3+1) | 90e        | 28 min 15 s 1 | 1 (1+0)  | 91e    |        |
| Thierry Langer     | 57 min 18 s 3    | 5 (1+1+2+1) | 77e        | 26 min 59 s 8 | 1 (1+0)  | 67e    |        |

| Athlète   | Individuel    | Individuel  | Individuel |               | Sprint   | Sprint | Sprint |
| Athlète   | Temps         | Pénalité    | Rang       | Temps         | Pénalité | Rang   |        |
| --------- | ------------- | ----------- | ---------- | ------------- | -------- | ------ | ------ |
| Lotte Lie | 45 min 36 s 9 | 4 (1+2+0+1) | 45e        | 23 min 41 s 1 | 3 (3+0)  | 64e    |        |

| Athlètes                                                        | Épreuve | Temps               | Pénalité            | Rang |
| --------------------------------------------------------------- | ------- | ------------------- | ------------------- | ---- |
| César Beauvais Florent Claude Tom Lahaye-Goffart Thierry Langer | Hommes  | Ont concédé un tour | Ont concédé un tour | 20e  |

### Bobsleigh
| Athlètes * : pilote            | Épreuve    | Course 1     | Course 1 | Course 2     | Course 2 | Course 3     | Course 3 | Course 4     | Course 4 | Total        | Total |
| Athlètes * : pilote            | Épreuve    | Temps        | Rang     | Temps        | Rang     | Temps        | Rang     | Temps        | Rang     | Temps        | Rang  |
| ------------------------------ | ---------- | ------------ | -------- | ------------ | -------- | ------------ | -------- | ------------ | -------- | ------------ | ----- |
| An Vannieuwenhuyse* Sara Aerts | Bob à deux | 1 min 2 s 08 | 17e      | 1 min 2 s 12 | 12e      | 1 min 2 s 11 | 12e      | 1 min 2 s 27 | 14e      | 4 min 8 s 58 | 15e   |

### Patinage artistique
| Athlète         | Épreuve           | Programme court Danse originale | Programme court Danse originale | Programme libre Danse libre | Programme libre Danse libre | Total  | Total |
| Athlète         | Épreuve           | Points                          | Rang                            | Points                      | Rang                        | Points | Rang  |
| --------------- | ----------------- | ------------------------------- | ------------------------------- | --------------------------- | --------------------------- | ------ | ----- |
| Loena Hendrickx | Individuel femmes | 70,09                           | 7e                              | 136,70                      | 9e                          | 206,79 | 8e    |

### Patinage de vitesse
| Athlète       | Épreuve              | Course        | Course |
| Athlète       | Épreuve              | Temps         | Rang   |
| ------------- | -------------------- | ------------- | ------ |
| Mathias Vosté | 1 000 mètres hommes  | 1 min 10 s 22 | 27e    |
| Mathias Vosté | 1 500 mètres hommes  | 1 min 49 s 93 | 29e    |
| Bart Swings   | 1 500 mètres hommes  | 1 min 45 s 82 | 13e    |
| Bart Swings   | 5 000 mètres hommes  | 6 min 16 s 90 | 7e     |
| Bart Swings   | 10 000 mètres hommes | 13 min 2 s 43 | 10e    |
| Sandrine Tas  | 500 mètres femmes    | 39 s 37       | 28e    |
| Sandrine Tas  | 1 500 mètres femmes  | 2 min 3 s 39  | 39e    |

| Athlète      | Épreuve | Demi-finale | Demi-finale   | Demi-finale | Finale   | Finale        | Finale                         |
| Athlète      | Épreuve | Points      | Temps         | Rang        | Points   | Temps         | Rang                           |
| ------------ | ------- | ----------- | ------------- | ----------- | -------- | ------------- | ------------------------------ |
| Bart Swings  | Hommes  | 44          | 7 min 56 s 74 | 2e          | 63       | 7 min 47 s 11 | Médaille d'or, Jeux olympiques |
| Sandrine Tas | Femmes  | 0           | 8 min 37 s 77 | 12e         | Éliminée | 24e           |                                |

### Patinage de vitesse sur piste courte (short-track)
| Athlète      | Épreuve        | Série          | Série       | Quart de Finale | Quart de Finale | Demi-finale    | Demi-finale | Finale Finale B         | Finale Finale B                     |
| Athlète      | Épreuve        | Temps          | Rang        | Temps           | Rang            | Temps          | Rang        | Temps                   | Rang                                |
| ------------ | -------------- | -------------- | ----------- | --------------- | --------------- | -------------- | ----------- | ----------------------- | ----------------------------------- |
| Stijn Desmet | 500 m hommes   | 40 s 585       | 3e          | 40 s 718        | 4e              | Éliminé        | Éliminé     | Éliminé                 | 14e                                 |
| Stijn Desmet | 1 000 m hommes | Pénalité       | Pénalité    | Éliminé         | Éliminé         | Éliminé        | Éliminé     | Éliminé                 | Éliminé                             |
| Stijn Desmet | 1 500 m hommes | Non disputé    | Non disputé | 2 min 19 s 112  | 3e              | 2 min 11 s 169 | 5e          | Finale B 2 min 18 s 278 | 13e                                 |
| Hanne Desmet | 500 m femmes   | 43 s 702       | 3e          | 42 s 991        | 2e              | 55 s 304       | 4e Repêchée | 42 s 941                | 5e                                  |
| Hanne Desmet | 1 000 m femmes | 1 min 27 s 836 | 2e          | 1 min 29 s 388  | 2e              | 1 min 28 s 166 | 2e          | 1 min 28 s 928          | Médaille de bronze, Jeux olympiques |
| Hanne Desmet | 1 500 m femmes | Non disputé    | Non disputé | 2 min 18 s 931  | 2e              | 2 min 19 s 001 | 2e          | 2 min 18 s 711          | 4e                                  |

### Skeleton
| Athlètes      | Épreuve | Course 1     | Course 1 | Course 2     | Course 2 | Course 3     | Course 3 | Course 4     | Course 4 | Total         | Total |
| Athlètes      | Épreuve | Temps        | Rang     | Temps        | Rang     | Temps        | Rang     | Temps        | Rang     | Temps         | Rang  |
| ------------- | ------- | ------------ | -------- | ------------ | -------- | ------------ | -------- | ------------ | -------- | ------------- | ----- |
| Kim Meylemans | Femmes  | 1 min 2 s 35 | =6e      | 1 min 2 s 92 | 12e      | 1 min 2 s 34 | 11e      | 1 min 3 s 73 | 20e      | 4 min 11 s 34 | 18e   |

### Ski alpin
| Athlète               | Épreuve      | 1re manche | 1re manche | 2e manche | 2e manche | Total         | Total   |
| Athlète               | Épreuve      | Temps      | Rang       | Temps     | Rang      | Temps         | Rang    |
| --------------------- | ------------ | ---------- | ---------- | --------- | --------- | ------------- | ------- |
| Sam Maes              | Slalom       | Abandon    | Abandon    | Éliminé   | Éliminé   | Éliminé       | Éliminé |
| Armand Marchant       | Slalom       | 56 s 13    | 24e        | 51 s 72   | 22e       | 1 min 47 s 85 | 22e     |
| Dries Van den Broecke | Slalom       | 56 s 77    | 27e        | Abandon   | Abandon   | -             | -       |
| Sam Maes              | Slalom géant | Abandon    | Abandon    | Éliminé   | Éliminé   | Éliminé       | Éliminé |
| Dries Van den Broecke | Slalom géant | Abandon    | Abandon    | Éliminé   | Éliminé   | Éliminé       | Éliminé |

### Ski de fond
| Athlète          | Épreuve                   | Classique     | Classique   | Libre             | Libre             | Total             | Total |
| Athlète          | Épreuve                   | Temps         | Rang        | Temps             | Rang              | Temps             | Rang  |
| ---------------- | ------------------------- | ------------- | ----------- | ----------------- | ----------------- | ----------------- | ----- |
| Thibaut De Marre | Skiathlon (15 km + 15 km) | 44 min 40 s 8 | 56e         | A concédé un tour | A concédé un tour | A concédé un tour | 54e   |
| Thibaut De Marre | 15 km classique           | Non disputé   | Non disputé | Non disputé       | Non disputé       | 42 min 56 s 7     | 59e   |
| Thibaut De Marre | 50 km libre 30 km libre   | Non disputé   | Non disputé | Non disputé       | Non disputé       | 1 h 19 min 53 s 8 | 47e   |

| Athlète          | Épreuve           | Qualification | Qualification | Quart de finale | Quart de finale | Demi-finale | Demi-finale | Finale  | Finale  |
| Athlète          | Épreuve           | Temps         | Rang          | Temps           | Rang            | Temps       | Rang        | Temps   | Rang    |
| ---------------- | ----------------- | ------------- | ------------- | --------------- | --------------- | ----------- | ----------- | ------- | ------- |
| Thibaut De Marre | Individuel hommes | 3 min 10 s 66 | 76e           | Éliminé         | Éliminé         | Éliminé     | Éliminé     | Éliminé | Éliminé |

### Snowboard
| Athlète   | Épreuve           | Qualification | Qualification | Qualification | Qualification | Qualification | Finale   | Finale   | Finale   | Finale   | Finale   |
| Athlète   | Épreuve           | Course 1      | Course 2      | Course 3      | Meilleur      | Rang          | Course 1 | Course 2 | Course 3 | Meilleur | Rang     |
| --------- | ----------------- | ------------- | ------------- | ------------- | ------------- | ------------- | -------- | -------- | -------- | -------- | -------- |
| Evy Poppe | Big air femmes    | 44,00         | 60,75         | 21,00         | 81,75         | 24e           | Éliminée | Éliminée | Éliminée | Éliminée | Éliminée |
| Evy Poppe | Slopestyle femmes | 47,08         | 56,80         | -             | 56,80         | 14e           | Éliminée | Éliminée | Éliminée | Éliminée | Éliminée |